# Anjaya
Anjaya est une chanteuse, comédienne, compositrice et danseuse française née en Maine-et-Loire.

## Biographie
Enfant, elle commence la musique et la danse à l'âge de six ans au conservatoire et choisit en premier instrument la flûte traversière, puis alors que ses parents l’emmènent voir en concert Rhoda Scott au théâtre de Saumur, elle se tourne vers l'orgue Hammond pendant dix ans. Elle part à Paris à seize ans, faire l’AID, une école pluridisciplinaire de chant, théâtre et danse, entre 1987 et 1990. Elle suit les classes de Jean-Luc Moreau et Yves Carlevaris entre autres. Elle décide de partir vivre à Londres pendant un an de 1991 à 1992 pour perfectionner sa formation au studio Pineapple et Danceworks. Elle y rencontre le producteur compositeur Ragga « Funk » Dread de Soundman Records. Ils décident de travailler ensemble sur des titres jungle. Revenue en France, Patrick Dieng lui propose d'aller chanter aux États-Unis avec le groupe Wiki Wiki, qui existe depuis quelques années. Avec la chanteuse française, le groupe est signé chez Rondors Editions à Los Angeles et travaille sur un premier album qui ne sera pas édité, avant de faire au Zénith de Paris la première partie d’Alpha Blondy. L'artiste ivoirien sort un album Live au Zénith enregistré le 27 octobre 1992 dans la salle parisienne. Le projet Wiki Wiki s'arrête à la suite de tensions internes entre autres.
Puis, elle revient en France faire de la scène en accompagnant d'autres artistes, tels Volt-Face, Dominique Panol, Jah People (en), tout en travaillant sur ses propres compositions. Elle fait partie durant une décennie des ballets de Michel Drucker. Elle suit un stage de cascades et d'effets spéciaux chez Hardi en 1994. L'année suivante, elle tourne aux côtés de Kader Belarbi et Julie Ferrier sous la direction de Nils Tavernier le court métrage Sensuelle Solitude, créditée Sophie Lalouze,,,. Elle évolue dans le monde de la haute couture, fait des défilés de mode, des showrooms pour Lolita Lempicka, Karl Lagerfeld, Balmain et porte les robes de métal de Paco Rabanne lors d’une tournée mise en scène par Douchka Langhofer. Ayant encore Sophie La Louze comme patronyme, elle part ensuite en tournée pendant deux ans avec le groupe Génération Disco, un concept de reprises produit par BMG, le groupe enregistre deux albums en 1996 et 1998, fait plus d'une trentaine d’émissions de télévision et vend 750 000 albums, pour finir double disque d'or,,. Leur premier single devient no 21 du classement français et le second atteint la 34e place,. En 1998, elle dépose Anjaya en tant que marque auprès de l'Institut national de la propriété industrielle. Engagée comme danseuse aux NRJ Music Awards, Anjaya y rencontre l'agent de Ricky Martin, il lui propose de remplacer l'une des choristes du chanteur portoricain, avant d'accompagner en télévision Barry White, Ophélie Winter, Axelle Red et Gilbert Montagné,.
Redha lui propose de faire une comédie musicale, Belles belles belles. Pour la première fois, Anjaya peut chanter, jouer et danser sur une même scène : l'Olympia. Première comédie musicale juke-box française jouée sur scène, celle-ci est consacrée à Claude François. La première du spectacle a lieu le 21 novembre 2003 à l'Olympia de Paris,, après deux ans de travail en amont dont quatre mois d’ateliers de comédie, de chant et de danse et l'audition de 11 000 candidats. Distribué par Universal Music, un album en est extrait. TF1 Vidéo édite un DVD. En 2004 est tourné Casting, réalisé par Stéphane Robelin. De 2004 à 2006, elle enchaîne avec Les amis ne sont plus ce qu'ils étaient, sur les planches du Théâtre Montmartre-Galabru entre autres. À la télévision, Anjaya apparaît en 2005 dans L'Insolation, tiré des Histoires extraordinaires de Pierre Bellemare ; elle tourne dans l'épisode Bruit numérique de 2009 de la série Un flic, sur France 2 réalisée par Patrick Dewolf, et aussi au cinéma dans Prête-moi ta main réalisé en 2006 par Éric Lartigau. Marc Lévi réalise le court métrage C'est le monde à l'envers en 2007 dans lequel elle apparaît.
Un premier répertoire se met en place et Anjaya autoproduit son premier album soul de six titres : Oser. Elle réunit des musiciens et commence à se produire dans les prisons, les cafés concerts et autres petites scènes comme Le Pigal’s, la flèche d’Or ou La Makara. De 2009 à 2013, Anjaya interprète la méchante belle-mère dans Cendrillon, le spectacle musical au Théâtre Mogador, comédie musicale mise en scène par Agnès Boury,. De cette production théâtrale où Aurore Delplace tient le premier rôle, sont extraits un album et un DVD. Le 10 mai 2010, elle participe à la Grande fête du théâtre musical au Théâtre Comédia. Elle enchaîne en 2011 avec La Brigade des tigresses aux côtés de Laura Préjean, Marion Game et Virginie Ledieu. Elle se charge d'ailleurs de la composition des accompagnements musicaux de cette pièce. Anjaya travaille à des compositions plus jazz et elle se crée un répertoire de standards jazz, pop, rock, musique soul, qu’elle réarrange avec ses musiciens. Le projet plait et il s’ensuit des concerts comme à La Scala, l'Hôtel de Crillon, le CroisiEurope, les Yachts de Paris.
En mars 2016, son album Illusion Time est disponible,. Il est précédé par trois singles, Rainy Day (septembre 2015), Paris (décembre 2015) et Tu joues avec moi (mars 2016),. Elle apparaît au générique du court métrage Je suis un Saint Bol en 2016. Elle sort en mai 2020 le remix de I Feel Alright en single accompagné d'un clip,.
Depuis 2014, elle incarne les rôles de Mère et de Mère-Grand dans La folle histoire du Petit Chaperon rouge au Théâtre des Nouveautés et en tournée,,,,.

## Théâtre
- 2002 : La Ronde, mise en scène par Thierry Pietra.
- 2003-2004 : Belles belles belles de Daniel Moyne, Jean-Pierre Bourtayre, Claude François et Carolin Petit, mise en scène par Redha à l'Olympia.
- 2003-2004 : Roberto Zucco, mise en scène par Thierry Pietra.
- 2004-2006 : Les amis ne sont plus ce qu'ils étaient de Frédéric Rondot, mise en scène par Emmanuel Guillon au Théâtre Montmartre-Galabru.
- 2007-2008 : Rosa Bonheur de Michelle Chevrot, mise en scène par Seymour Brussel
- 2008 : Les Aventures de Rabbi Jacob de Gérald Sibleyras, Étienne de Balasy d'après le scénario de Gérard Oury et Danièle Thompson, Vladimir Cosma, MC Solaar, mise en scène par Patrick Timsit au Palais des congrès de Paris.
- 2009-2011 : Cendrillon, le spectacle musical de Gérald Sibleyras et Étienne de Balasy, mise en scène par Agnès Boury, Théâtre Mogador
- 2011 : La Brigade des tigresses, de Gilles Gressard, mise en scène par Éric Hénon au Théâtre Le Temple.
- depuis 2014 : La folle histoire du Petit Chaperon rouge de Nicolas Giraud et Pascal Joseph, mise en scène par Clarisse Léon au Théâtre des Nouveautés, tournée